# Chgrp
L'ordre chgrp (canviar de grup) és una utilitzat pels usuaris sense privilegis en sistemes tipus Unix per canviar el grup associat amb un arxiu. A diferència de la comanda chown, chgrp permet als usuaris canviar els grups, però només dels quals són membres.